# Alliance pour l'avenir de l'Autriche
Pour les articles homonymes, voir Alliance pour l'avenir (homonymie) et BZO.

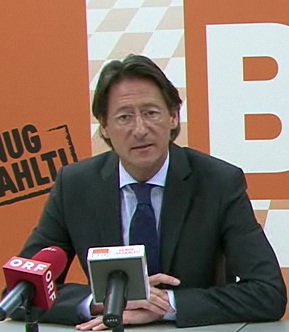
Josef Bucher, président du parti de 2009 à 2013.

L'Alliance pour l'avenir de l'Autriche (en allemand : Bündnis Zukunft Österreich, abrégé en BZÖ) est un parti politique autrichien né d'une scission du Parti de la liberté d'Autriche (FPÖ) le 4 avril 2005, menée par Jörg Haider, Landeshauptmann de Carinthie et principal dirigeant du FPÖ.

## Histoire

### Fondation et premières polémiques
Jörg Haider quitte le FPÖ le 4 avril 2005, à la veille d'un congrès où il risquait de perdre la direction du parti. Sa sœur Ursula Haubner, qui dirigeait le FPÖ, avait en effet été contrainte à remettre son mandat en jeu après l'exclusion controversée de l'eurodéputé Andreas Mölzer, chef de file de l'aile droite du parti et ancien bras droit d'Haider dans les années 1990. Cette exclusion dont la légalité avait été contestée avait permis au jeune chef de la fédération viennoise, Heinz-Christian Strache, opposé à Haubner, de se faire connaître comme l'étoile montante du parti.
Haider quitte donc le FPÖ et l'abandonne à l'aile droite. Il a été rejoint par les six ministres du FPÖ et semble être soutenu par au moins sept des 13 députés du FPÖ, les six autres choisissant de rester neutres, à l'exception de Barbara Rosenkranz, qui devient vice-présidente du FPÖ derrière Heinz-Christian Strache. Un congrès constitutif, à Salzbourg, s'est tenu le 17 avril 2005. La fédération FPÖ de Carinthie rompt son affiliation au FPÖ et se transforme en BZÖ-Carinthie au cours d'un congrès extraordinaire.
Le 28 avril 2005, un de ses membres, le sénateur Siegfried Kampl, renonce à son mandat de président du Sénat (effectif le 1er juillet suivant) à cause du scandale provoqué par ses déclarations qui dénonçaient les « persécutions brutales » contre les anciens nazis après 1945, et qualifiaient de « meurtriers » les déserteurs de la Wehrmacht.
Dans un premier temps, les deux partis sont au coude-à-coude, puis Haider décide de se replier en Carinthie. Aussitôt, le BZÖ s'effondre et ne parvient pas à obtenir des élus dans les parlements régionaux de Vienne, de la Styrie et du Burgenland à l'automne 2005. Strache déclare alors que le BZÖ est un parti de kamikazes avortés.

### Législatives de 2006
Les législatives de 2006 s'annoncent donc sous les pires auspices. Finalement, la liste est menée par Peter Westenthaler, ancien chef du groupe parlementaire FPÖ entre 1999 et 2002 et qui en son temps s'était opposé à Haider. Haider s'affiche à ses côtés, notamment en Carinthie, mais les sondages oscillent entre 3 et 5 % pour le parti, alors qu'il en faut 4 pour être représenté. Deux jours avant le scrutin, la tête de liste en Styrie, la ministre de la Justice Karin Gastinger, annonce qu'elle compte rejoindre les conservateurs de l'ÖVP. Aux élections législatives du 1er octobre 2006, le parti obtient pourtant 4,2 % des voix au niveau national et huit sièges (essentiellement grâce à une forte implantation en Carinthie). La constitution d'une grande coalition droite-gauche, qui aboutit en janvier 2007, le rejette dans l'opposition. 

### Élections législatives de 2008 et tentative de consolidation après la mort d'Haider
Lorsque la grande coalition implose le 8 juin, le BZÖ est au plus mal dans les sondages, et Westenthaler est condamné pour faux témoignage au procès d'un de ses gardes du corps accusé d'avoir molesté un assistant de Gastinger en représailles à sa défection. Jörg Haider se décide donc à diriger lui-même la campagne de son parti sous le nom « Liste Jörg Haider-BZÖ » ; le slogan est « Liste Haider, choisissez l'original ». Les sondages le créditent de 7 % des intentions de vote.
Il effectue pourtant un véritable bond en avant, obtenant 11 % des voix et 21 députés, devant les Verts. Le FPÖ obtient quant à lui 17 % des voix. Les deux partis réunis, constitueraient donc la première force politique autrichienne. Des tractations s'ouvrent entre Haider et Strache, mais le chef du BZÖ trouve la mort le 11 octobre dans un accident de la route.
Lors des élections régionales de Carinthie, le 1er mars 2009, le parti remporte 45,8 % des voix (+ deux sièges), loin devant le SPÖ (28,5 %) et l'ÖVP (15 %). Le FPÖ, lui, plafonne à 3,8 %. Le même jour, à Salzbourg, le FPÖ obtient 13 % et le BZÖ 3 %. Il semble donc que le BZÖ soit incontournable en Carinthie mais incapable de s'implanter au-delà de Land. Dès le lendemain, Uwe Scheuch, président de la fédération carinthienne, évoque donc la possibilité d'une coopération de type CDU/CSU : le BZÖ serait candidat en Carinthie, le FPÖ ailleurs. C'est la thèse évoquée par Strache, mais elle se heurte aussi à des réticences dans les deux partis. Bien que Scheuch ait soutenu ce projet dans un premier temps, le 5 mars, le FPÖ déclare que le BZÖ refuse de coopérer et annonce l'échec du projet tout en réitérant son souhait de parvenir à un accord de ce type à l'avenir. 
Le BZÖ présente une liste aux élections européennes de 2009 sous la conduite d'Ewald Stadler, ancien cadre du FPÖ, exclu en 2007 et rallié au BZÖ en 2008. Son objectif était d'obtenir au moins un siège. Il aurait alors adhéré alors à l'un des groupes souverainistes. Néanmoins, il n'obtient que 4,6 %, plus que les 4 % théoriquement nécessaires, mais cependant pas assez pour un obtenir un siège du fait du petit nombre de sièges alloués à l'Autriche. L'entrée en vigueur du traité de Lisbonne lui permet de bénéficier du siège supplémentaire prévu par le traité pour l'Autriche et d'entrer au Parlement européen en décembre 2011.
En avril 2009, Josef Bucher, président du groupe parlementaire, est élu à la tête du parti avec 99,4 % des voix. Bucher se fait l'avocat d'une évolution vers le libéralisme et parle même du FDP allemand comme d'un modèle. Ces positions sont controversées, et le BZÖ de Styrie adopte ainsi son propre programme. En décembre 2009, le BZÖ de Carinthie annonce son départ de l'alliance nationale, fusionne avec le FPÖ local et annonce l'affiliation au FPÖ du nouvel ensemble, Die Freiheitlichen in Kärnten,. Cependant, des dissidents refusent cette démarche et restent au BZÖ. Après le départ du BZÖ de la seule fédération ayant réussi à s'implanter, l'avenir de ce parti paraît compromis.
Après son exclusion du parti en 2013, Ewald Stadler, seul député européen du BZÖ, fonde un nouveau parti du nom de REKOS, qui disparaît en 2016.
En juillet 2017, Johanna Trodt-Limpl et Wilhelm Korak, les deux derniers députés du BZÖ au Landtag de Carinthie quittent le parti à la suite d'un conflit interne. Lors des élections régionales de 2018, le BZÖ obtient 0,37 % des voix. Depuis cette date, il poursuit ses activités uniquement au niveau municipal.

## Présidents
- Jörg Haider (2005-2006)
- Peter Westenthaler (2006-2008)
- Jörg Haider (2008)
- Stefan Petzner (par intérim 2008)
- Herbert Scheibner (par intérim 2008-2009)
- Josef Bucher (2009-2013)
- Gerald Grosz (2013-2015)
- Johanna Trodt-Limpl (2015-2017)
- Helmut Nikel (depuis 2017)

## Résultats électoraux

### Élections au Conseil national
| Année | Voix             | %                | Sièges           | Rang             | Gouvernement        |
| ----- | ---------------- | ---------------- | ---------------- | ---------------- | ------------------- |
| 2006  | 193 539          | 4,1              | 7 / 183          | 5e               | Opposition          |
| 2008  | 522 933          | 10,7             | 21 / 183         | 4e               | Opposition          |
| 2013  | 165 746          | 3,5              | 0 / 183          | 7e               | Extra-parlementaire |
| 2017  | Ne participe pas | Ne participe pas | Ne participe pas | Ne participe pas | Ne participe pas    |
| 2019  | 760              | 0,0              | 0 / 183          | 11e              | Extra-parlementaire |

### Élections européennes
| Année | Voix    | %   | Mandats | Rang | Groupe |
| ----- | ------- | --- | ------- | ---- | ------ |
| 2009  | 131 261 | 4,6 | 2 / 17  | 6e   | NI     |
| 2014  | 13 208  | 0,5 | 0 / 18  | 9e   |        |